# Tim Dieck
Tim Dieck (ur. 7 kwietnia 1996 w Dortmundzie) – niemiecki łyżwiarz figurowy reprezentujący Hiszpanię, startujący w parach tanecznych z Olivią Smart. Uczestnik igrzysk olimpijskich (2022), uczestnik mistrzostw świata i Europy, medalista zawodów z cyklu Challenger Series oraz dwukrotny mistrz Niemiec (2020, 2021).

## Osiągnięcia

### Z Olivią Smart (Hiszpania)
| Mistrzostwa świata              | 19 |
| GP Grand Prix de France         | 8  |
| GP Skate America                | 6  |
| CS Autumn Classic International | 4  |
| CS Finlandia Trophy             | 4  |

### Z Kathariną Müller (Niemcy)

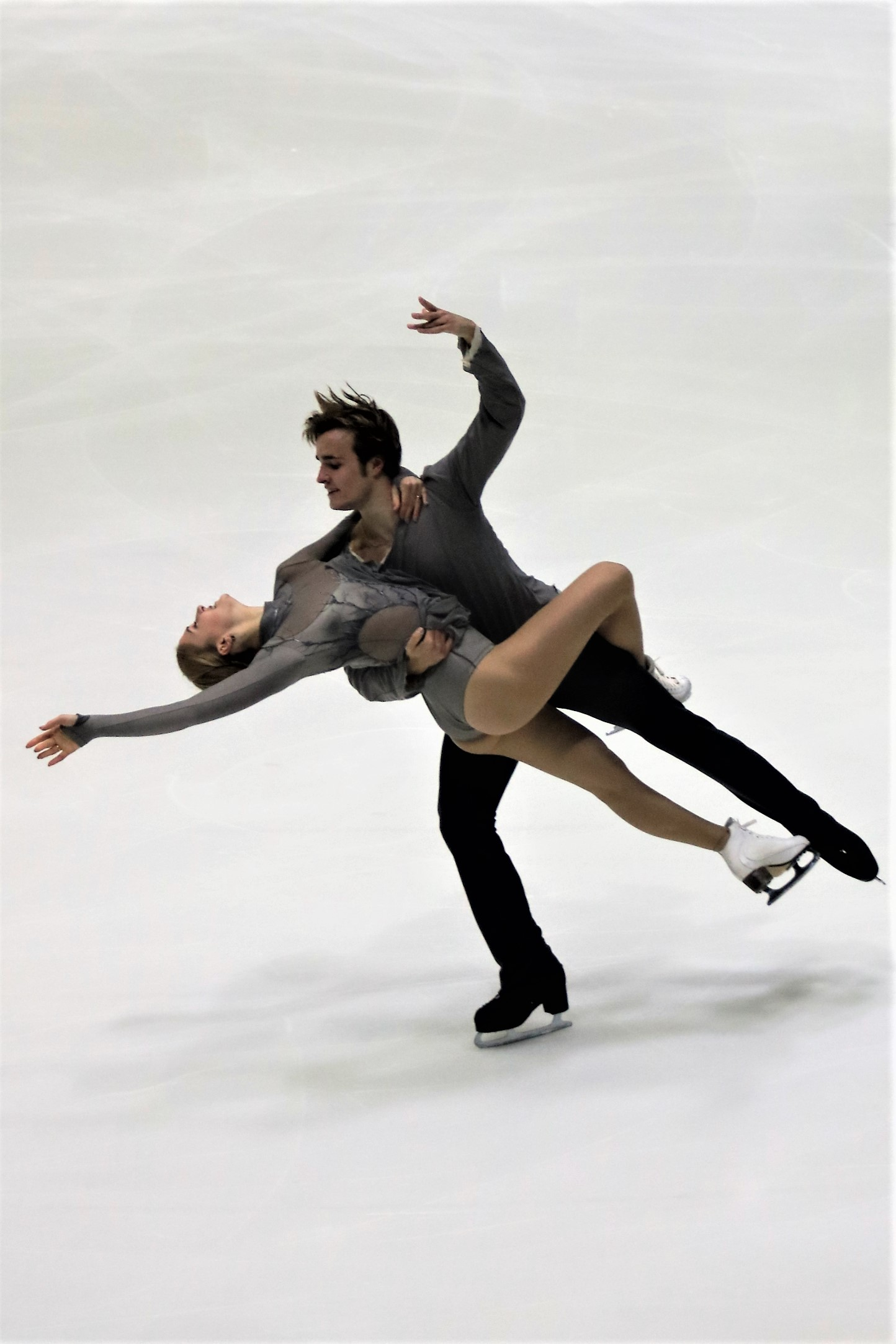
Müller i Dieck podczas Grand Prix Helsinki 2018

| Zawody                                | 14–15          | 15–16          | 16–17          | 17–18          | 18–19          | 19–20          | 20–21          | 21–22          |                |                |                |                |                |                |                |                |                |
| Międzynarodowe                        | Międzynarodowe | Międzynarodowe | Międzynarodowe | Międzynarodowe | Międzynarodowe | Międzynarodowe | Międzynarodowe | Międzynarodowe | Międzynarodowe | Międzynarodowe | Międzynarodowe | Międzynarodowe | Międzynarodowe | Międzynarodowe | Międzynarodowe | Międzynarodowe | Międzynarodowe |
| ------------------------------------- | -------------- | -------------- | -------------- | -------------- | -------------- | -------------- | -------------- | -------------- | -------------- | -------------- | -------------- | -------------- | -------------- | -------------- | -------------- | -------------- | -------------- |
| Zimowe igrzyska olimpijskie           |                |                |                |                |                |                |                | 21             |                |                |                |                |                |                |                |                |                |
| Mistrzostwa świata                    |                |                |                |                |                | C              | 18             |                |                |                |                |                |                |                |                |                |                |
| Mistrzostwa Europy                    |                | 23             |                |                |                | 13             | C              | 12             |                |                |                |                |                |                |                |                |                |
| GP Skate America                      |                |                |                |                | 7              |                |                |                |                |                |                |                |                |                |                |                |                |
| GP Internationaux de France           |                |                |                |                |                |                | C              |                |                |                |                |                |                |                |                |                |                |
| GP Grand Prix Helsinki                |                |                |                |                | 10             |                |                |                |                |                |                |                |                |                |                |                |                |
| GP Gran Premio d’Italia               |                |                |                |                |                |                |                | 8              |                |                |                |                |                |                |                |                |                |
| CS Budapest Trophy                    |                |                |                |                |                |                | 2              |                |                |                |                |                |                |                |                |                |                |
| CS Finlandia Trophy                   |                |                |                |                |                |                |                | 9              |                |                |                |                |                |                |                |                |                |
| CS Golden Spin of Zagreb              |                |                |                | 11             | 7              | 6              |                |                |                |                |                |                |                |                |                |                |                |
| CS Ice Challenge                      |                |                |                |                |                |                |                | 6              |                |                |                |                |                |                |                |                |                |
| CS Memoriał Ondreja Nepeli            |                |                |                |                | 9              | 8              |                |                |                |                |                |                |                |                |                |                |                |
| CS Minsk-Arena Ice Star               |                |                |                | 6              |                | 6              |                |                |                |                |                |                |                |                |                |                |                |
| CS Mordovian Ornament                 |                | 8              |                |                |                |                |                |                |                |                |                |                |                |                |                |                |                |
| CS Nebelhorn Trophy                   |                | 10             | 9              |                | 7              |                |                | 2              |                |                |                |                |                |                |                |                |                |
| CS Tallinn Trophy                     |                | 5              |                |                |                |                |                |                |                |                |                |                |                |                |                |                |                |
| CS U.S. International Classic         |                |                | 12             |                |                |                |                |                |                |                |                |                |                |                |                |                |                |
| CS Warsaw Cup                         |                |                |                | 5              |                |                | C              |                |                |                |                |                |                |                |                |                |                |
| Bavarian Open                         |                | 5              |                |                |                |                |                |                |                |                |                |                |                |                |                |                |                |
| Egna Trophy                           |                |                |                |                |                | 4              | WD             |                |                |                |                |                |                |                |                |                |                |
| International Cup of Nice             |                |                | 2              | 9              |                |                |                |                |                |                |                |                |                |                |                |                |                |
| Memoriał Dienisa Tiena                |                |                |                |                |                | 1              |                |                |                |                |                |                |                |                |                |                |                |
| Mentor Toruń Cup                      |                | 3              |                |                |                |                |                |                |                |                |                |                |                |                |                |                |                |
| Mezzaluna Cup                         |                |                |                |                |                |                |                |                |                |                |                |                |                |                |                |                |                |
| NRW Trophy                            |                | 3              | 1              |                | 1              |                | 1              |                |                |                |                |                |                |                |                |                |                |
| Open d'Andorra                        |                |                | 2              |                |                | 1              |                |                |                |                |                |                |                |                |                |                |                |
| Volvo Open Cup                        |                |                |                | 1              | 2              |                |                |                |                |                |                |                |                |                |                |                |                |
| Zimowa uniwersajda                    |                |                | 4              |                | 7              |                |                |                |                |                |                |                |                |                |                |                |                |
| Międzynarodowe: Kategorie młodzieżowe |                |                |                |                |                |                |                |                |                |                |                |                |                |                |                |                |                |
| Mistrzostwa świata juniorów           | 12             |                |                |                |                |                |                |                |                |                |                |                |                |                |                |                |                |
| JGP w Japonii                         | 7              |                |                |                |                |                |                |                |                |                |                |                |                |                |                |                |                |
| JGP w Słowenii                        | 8              |                |                |                |                |                |                |                |                |                |                |                |                |                |                |                |                |
| Bavarian Open                         | 3 J            |                |                |                |                |                |                |                |                |                |                |                |                |                |                |                |                |
| Minsk-Arena Ice Star                  | 4 J            |                |                |                |                |                |                |                |                |                |                |                |                |                |                |                |                |
| NRW Trophy                            | 1 J            |                |                |                |                |                |                |                |                |                |                |                |                |                |                |                |                |
| Santa Claus Cup                       | 3 J            |                |                |                |                |                |                |                |                |                |                |                |                |                |                |                |                |
| Krajowe                               |                |                |                |                |                |                |                |                |                |                |                |                |                |                |                |                |                |
| Mistrzostwa Niemiec                   | 1 J            | 2              | 2              | 2              | 2              | 1              | 1              | 2              |                |                |                |                |                |                |                |                |                |

### Z Florence Clarke (Niemcy)
| Zawody                                | 12–13                                 | 13–14                                 |                                       |                                       |                                       |                                       |                                       |                                       |                                       |                                       |                                       |                                       |                                       |                                       |                                       |                                       |                                       |                                       |
| Międzynarodowe: Kategorie młodzieżowe | Międzynarodowe: Kategorie młodzieżowe | Międzynarodowe: Kategorie młodzieżowe | Międzynarodowe: Kategorie młodzieżowe | Międzynarodowe: Kategorie młodzieżowe | Międzynarodowe: Kategorie młodzieżowe | Międzynarodowe: Kategorie młodzieżowe | Międzynarodowe: Kategorie młodzieżowe | Międzynarodowe: Kategorie młodzieżowe | Międzynarodowe: Kategorie młodzieżowe | Międzynarodowe: Kategorie młodzieżowe | Międzynarodowe: Kategorie młodzieżowe | Międzynarodowe: Kategorie młodzieżowe | Międzynarodowe: Kategorie młodzieżowe | Międzynarodowe: Kategorie młodzieżowe | Międzynarodowe: Kategorie młodzieżowe | Międzynarodowe: Kategorie młodzieżowe | Międzynarodowe: Kategorie młodzieżowe | Międzynarodowe: Kategorie młodzieżowe |
| ------------------------------------- | ------------------------------------- | ------------------------------------- | ------------------------------------- | ------------------------------------- | ------------------------------------- | ------------------------------------- | ------------------------------------- | ------------------------------------- | ------------------------------------- | ------------------------------------- | ------------------------------------- | ------------------------------------- | ------------------------------------- | ------------------------------------- | ------------------------------------- | ------------------------------------- | ------------------------------------- | ------------------------------------- |
| Mistrzostwa świata juniorów           |                                       | 27                                    |                                       |                                       |                                       |                                       |                                       |                                       |                                       |                                       |                                       |                                       |                                       |                                       |                                       |                                       |                                       |                                       |
| JGP na Łotwie                         |                                       | 9                                     |                                       |                                       |                                       |                                       |                                       |                                       |                                       |                                       |                                       |                                       |                                       |                                       |                                       |                                       |                                       |                                       |
| JGP w Polsce                          |                                       | 15                                    |                                       |                                       |                                       |                                       |                                       |                                       |                                       |                                       |                                       |                                       |                                       |                                       |                                       |                                       |                                       |                                       |
| Bavarian Open                         | 13 J                                  | 5 J                                   |                                       |                                       |                                       |                                       |                                       |                                       |                                       |                                       |                                       |                                       |                                       |                                       |                                       |                                       |                                       |                                       |
| Minsk-Arena Ice Star                  |                                       | 6 J                                   |                                       |                                       |                                       |                                       |                                       |                                       |                                       |                                       |                                       |                                       |                                       |                                       |                                       |                                       |                                       |                                       |
| NRW Trophy                            | 14 J                                  | 4 J                                   |                                       |                                       |                                       |                                       |                                       |                                       |                                       |                                       |                                       |                                       |                                       |                                       |                                       |                                       |                                       |                                       |
| Volvo Open Cup                        |                                       | 4 J                                   |                                       |                                       |                                       |                                       |                                       |                                       |                                       |                                       |                                       |                                       |                                       |                                       |                                       |                                       |                                       |                                       |
| Krajowe                               |                                       |                                       |                                       |                                       |                                       |                                       |                                       |                                       |                                       |                                       |                                       |                                       |                                       |                                       |                                       |                                       |                                       |                                       |
| Mistrzostwa Niemiec                   | 5 J                                   |                                       |                                       |                                       |                                       |                                       |                                       |                                       |                                       |                                       |                                       |                                       |                                       |                                       |                                       |                                       |                                       |                                       |

### Z Daną Wehner (Niemcy)
| Zawody                                | 11–12                                 |                                       |                                       |                                       |                                       |                                       |                                       |                                       |                                       |                                       |                                       |                                       |                                       |                                       |                                       |                                       |                                       |                                       |
| Międzynarodowe: Kategorie młodzieżowe | Międzynarodowe: Kategorie młodzieżowe | Międzynarodowe: Kategorie młodzieżowe | Międzynarodowe: Kategorie młodzieżowe | Międzynarodowe: Kategorie młodzieżowe | Międzynarodowe: Kategorie młodzieżowe | Międzynarodowe: Kategorie młodzieżowe | Międzynarodowe: Kategorie młodzieżowe | Międzynarodowe: Kategorie młodzieżowe | Międzynarodowe: Kategorie młodzieżowe | Międzynarodowe: Kategorie młodzieżowe | Międzynarodowe: Kategorie młodzieżowe | Międzynarodowe: Kategorie młodzieżowe | Międzynarodowe: Kategorie młodzieżowe | Międzynarodowe: Kategorie młodzieżowe | Międzynarodowe: Kategorie młodzieżowe | Międzynarodowe: Kategorie młodzieżowe | Międzynarodowe: Kategorie młodzieżowe | Międzynarodowe: Kategorie młodzieżowe |
| ------------------------------------- | ------------------------------------- | ------------------------------------- | ------------------------------------- | ------------------------------------- | ------------------------------------- | ------------------------------------- | ------------------------------------- | ------------------------------------- | ------------------------------------- | ------------------------------------- | ------------------------------------- | ------------------------------------- | ------------------------------------- | ------------------------------------- | ------------------------------------- | ------------------------------------- | ------------------------------------- | ------------------------------------- |
| NRW Trophy                            | 17 J                                  |                                       |                                       |                                       |                                       |                                       |                                       |                                       |                                       |                                       |                                       |                                       |                                       |                                       |                                       |                                       |                                       |                                       |
| Santa Claus Cup                       | 14 J                                  |                                       |                                       |                                       |                                       |                                       |                                       |                                       |                                       |                                       |                                       |                                       |                                       |                                       |                                       |                                       |                                       |                                       |
| Krajowe                               |                                       |                                       |                                       |                                       |                                       |                                       |                                       |                                       |                                       |                                       |                                       |                                       |                                       |                                       |                                       |                                       |                                       |                                       |
| Mistrzostwa Niemiec                   | 9 J                                   |                                       |                                       |                                       |                                       |                                       |                                       |                                       |                                       |                                       |                                       |                                       |                                       |                                       |                                       |                                       |                                       |                                       |

## Programy
Katharina Müller / Tim Dieck
| Sezon   | Taniec rytmiczny (RD) | Taniec dowolny (FD) |
| ------- | --- | --- |
| 2021–22 | - Spirit in the Sky – Norman Greenbaum - Toxic – Britney Spears - Seven Nation Army – The White Stripes | - Run To You – Whitney Houston - Queen Of The Night – Alexandra Burke - I Will Always Love You – Whitney Houston |
| 2020–21 | - Quickstep: Stepping Out With My Baby (z Easter Parade) – Irving Berlin - Fokstrot: The Way You Look Tonight (z Swing Time) – Jerome Kern, Dorothy Fields - Quickstep: Puttin’ on the Ritz (z Top Hat) – Iriving Berlin | - La Lettre (z filmu Coco Chanel & Igor Stravinsky) – Gabriel Yared - Chanel (Rouge Coco) – Keira Knightley feat. the Gabrielle shade - It's a Man's, Man's, Man's World – Postmodern Jukebox feat. Morgan James - It's a Man's World (The Best of Both Worlds) – Hard Body Mix |
| 2019–20 | - Burleska medley: - Quickstep: Express - Fokstrot: Show Me How You Burlesque - Quickstep: Tough Lover | - La Lettre (z filmu Coco Chanel & Igor Stravinsky) – Gabriel Yared - Chanel (Rouge Coco) – Keira Knightley feat. the Gabrielle shade - It's a Man's, Man's, Man's World – Postmodern Jukebox feat. Morgan James - It's a Man's World (The Best of Both Worlds) – Hard Body Mix |